# Cantó de Turriás
El cantó de Turriás és un cantó francès del departament dels Alps de l'Alta Provença, situat al districte de Forcauquier. Té 7 municipis i el cap és Turriás.

## Municipis
- Baions
- Belafaire
- Faucon dau Caire
- Gigòrds
- Piegut
- Turriás
- Venteròu

## Història
| Data d'elecció                           | Identitat       | Partit                    | Qualitat |
| ---------------------------------------- | --------------- | ------------------------- | -------- |
| 1964-1970                                | M. Aguillon     | Centrista                 |          |
| 1970-1994                                | François Massot | Divers gauche, després PS |          |
| 1994-2008                                | Jean Philip     | RPR, després UMP          |          |
| 2008-                                    | Élie Aguillon   | Divers droite             |          |
| les dades anteriors no són pas conegudes |                 |                           |          |
|                                          |                 |                           |          |

| 1962 | 1968 | 1975 | 1982 | 1990 | 1999  | 2006  |
| ---- | ---- | ---- | ---- | ---- | ----- | ----- |
| 731  | 836  | 776  | 799  | 909  | 1.033 | 1.229 |